# Cajunmuziek

Het Cajun-kernland in Louisiana

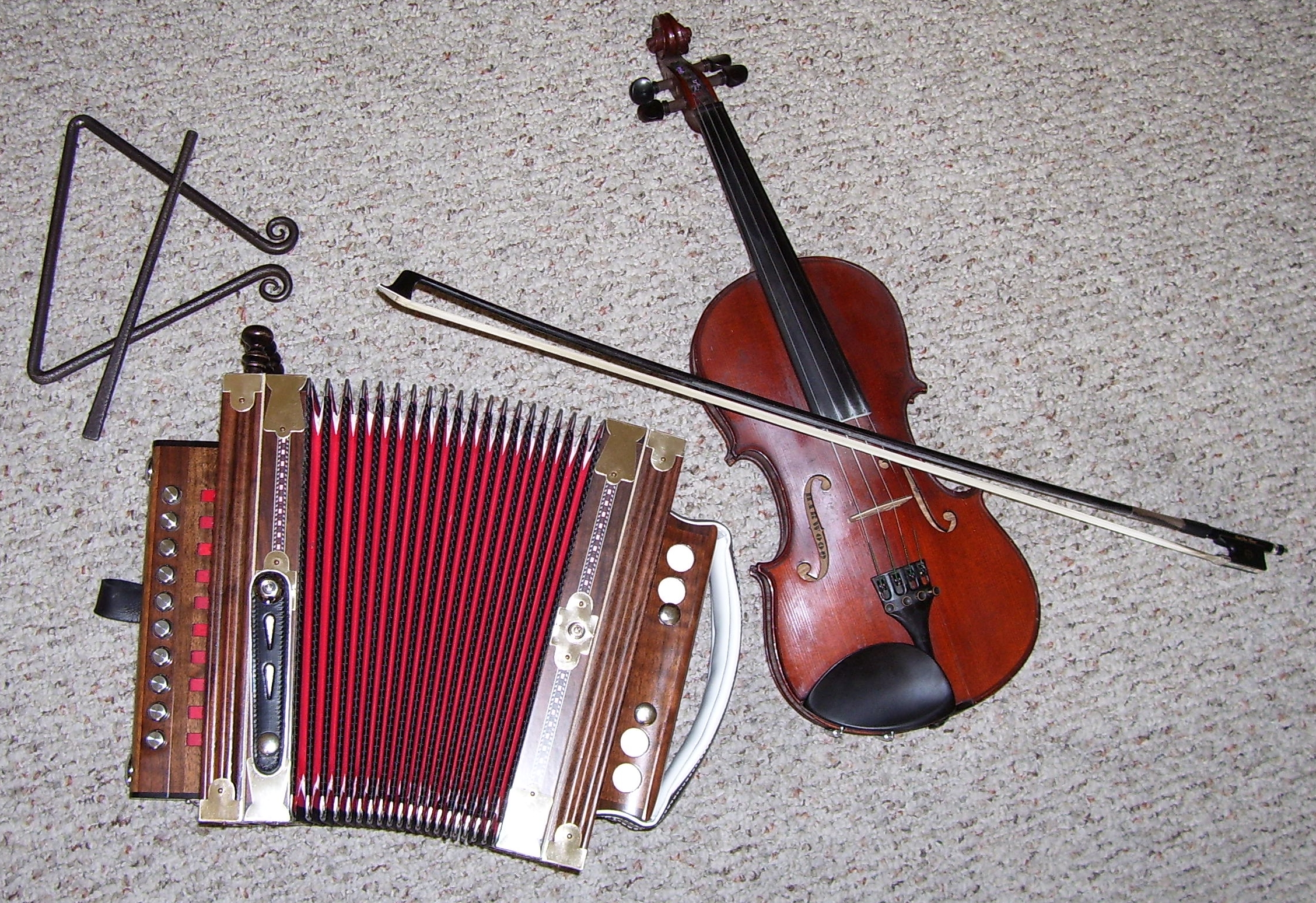
Traditionele instrumenten: viool, diatonische accordeon en triangel

Cajunmuziek is een muziekstijl verwant aan de blues die teruggaat tot de achttiende eeuw. De muziek is ontstaan in het Frans sprekende deel van Louisiana in de Verenigde Staten uit een mengeling van de volksmuziek van de Cajun en de muziek van de zwarte bevolking. De cajunmuziek wordt gezongen in het Cajun-Frans; de oorspronkelijke bezetting van de instrumenten was voornamelijk de viool, de accordeon of diatonische accordeon en de triangel ('tit fer ofwel: klein ijzertje), instrumenten die tamelijk zeldzaam zijn in de traditionele blues. Bij de huidige bezetting (meestal drie muzikanten) is in de meeste gevallen een gitarist aanwezig. De cajunmuziek die door de Creolen gemaakt wordt noemt men ook wel zydeco. De bevolking maakt dankbaar gebruik van de muziek door er op te dansen. 
De cajunmuziek wordt ondersteund door de Cajun French Music Association (CFMA) en er is een zeer levendige muziekcultuur. 

## De oorsprong van het begrip cajun
De streek rondom de stad Lafayette is de bakermat van de Cajunmuziek. De blanke Frans sprekenden zijn afstammelingen van de kolonisten die een kolonie begonnen in 1604 in Port Royal, Acadia, in het huidige Canada. (Acadia werd later hernoemd in Nova Scotia). Deze groep die zich Acadians noemden werden in 1755 door de Engelse Kroon verbannen naar allerlei oorden, maar een groot gedeelte kwam terecht in het zuidelijk deel van Louisiana. Het woord Acadians werd in loop van de tijd verbasterd tot Cajuns. De reeds gevestigde bevolking in die streek bestond uit creolen en indianen.

## De twee muziekstijlen
- Cajun-muziek: blanke muzikanten, Franstalig, meer folk-achtig, oorspronkelijke bezetting: accordeon, viool, triangel, gitaar.
- Zydeco-muziek: zwarte muzikanten, Frans- en Engelstalig, meer blues-invloeden, bezetting: accordeon, sax, wasbord, drums, bas, gitaar.

## Bekende cajungroepen
- Jamie Bergeron and the Kickin' Cajuns
- Acadian Cajun Band
- Wayne Toups
- The Balfa Brothers
- Nathan Abshire
- Lionel Leleux and Don Montoucet
- Michael Doucet and Beausoleil
- Don Fontenots et les Amis de la Louisiane
- Octa Clark, Hector Duhon and The Dixie Ramblers
- Clifton Chenier and His Red Hot Louisiana Band. (urban-zydeco)
- D.L. Menard
- Lee Benoit

## Belangrijke traditionele cajun-muzikanten
- Amédé Ardoin
- Bois Sec Ardoin
- Amédée Breaux
- Cléoma Breaux
- Orphy Breaux
- Sady Courville
- Joe Falcon
- Canray Fontenot
- Ernest Frugé
- Angelas LeJeune
- Dennis McGee

## Bekende nummers
- Jolie blonde
- Allons à Lafayette
- Colinda

## Cajunmuziek buiten Louisiana
De muziekstijl wordt ook gespeeld door muzikanten die geen cajun zijn, binnen en buiten de Verenigde Staten. In 2003 won de Nederlandse The Cajun Company de CFMA-prijs (een soort cajun Grammy) voor beste buitenlandse cajunband.